# Бурсен
Бурсен (фр. Boursin) насеље је и општина у североисточној Француској у региону Север-Па д Кале, у департману Па де Кале која припада префектури Кале.
По подацима из 2011. године у општини је живело 272 становника, а густина насељености је износила 35,88 становника/km². Општина се простире на површини од 7,58 km². Налази се на средњој надморској висини од 104 метара (максималној 196 m, а минималној 46 m).

## Демографија
| 1962. | 1968. | 1975. | 1982. | 1990. | 1999. | 2011. |
| ----- | ----- | ----- | ----- | ----- | ----- | ----- |
| 183   | 168   | 156   | 158   | 157   | 182   | 272   |

График промене броја становника у току последњих година